# Jolande van der Meer
Johanna Emerentia Jolande van der Meer (Delft, Países Bajos, 18 de noviembre de 1964) es una deportista neerlandesa que compitió en natación. Fue medalla de bronce mundial en 4x200 metros libres en el Campeonato Mundial de Natación de 1986.
Representó a Países Bajos en los Juegos Olímpicos de Los Ángeles 1984.

## Palmarés internacional
| Campeonato Mundial de Natación | Campeonato Mundial de Natación | Campeonato Mundial de Natación | Campeonato Mundial de Natación |
| Año                            | Lugar                          | Medalla                        | Prueba                         |
| ------------------------------ | ------------------------------ | ------------------------------ | ------------------------------ |
| 1986                           | Madrid (España)                | Medalla de bronce              | 4 × 200 m libre                |
| Campeonato Europeo de Natación |                                |                                |                                |
| Año                            | Lugar                          | Medalla                        | Prueba                         |
| 1983                           | Roma (Italia)                  | Medalla de bronce              | 4 × 200 m libres               |
| 1985                           | Sofia (Bulgaria)               | Medalla de plata               | 4 × 200 m libres               |